# مجله همایون
مجله دینی انتقادی که مابین سالهای ۱۳۱۳ تا ۱۳۱۴ ه ش در شهر قم منتشر میشد و شامل عقاید معمول شیعی و انتقادات به شیعه بود که در نهایت بر اثر درگیریهای مذهبی بر سر مقالات انتقادی خصوصا بت پرستی خواندن زیارت امامان شیعی تعطیل گردید.
اولین شماره در مهرماه ۱۳۱۳ منتشر گردید و دفتر آن در مدرسه رضویه بود.

## اعضا
محمد همایون پور
سید حسین بدلا
علی اکبر حکمی زاده
احمد کسروی
سیدعلی‌اکبر برقعی
ابوالحسن طالقانی
محمدتقی اشراقی
میرزاعلی اصفهانی

## مطالب مجله
از ابتدا دو دسته مقالات که حاکی از وجود دو خط فکری متمایز است، در آن چاپ می‌شد: دسته اول مقالات برخی روحانیون حوزه‌ی علمیه قم بود که محتوای آنها شاملِ تداوم خط اسلام و تشیع متعارف و مخالفت پنهان و آشکار با سیاست‌های فرهنگی رایج در دوره رضاشاه می‌شد؛ به‌عنوان نمونه مقاله «مجاهده و تبلیغ» که حاجی میرزاعلی اصفهانی در آن به بیانِ اهمیت شعایر حسینی(ع) و اثرات مثبت آن در جامعه پرداخت در این دسته قرار می‌گیرد
دسته ‌دوم مقالاتی بود که توسط حکمی‌زاده و سیدعلی‌اکبر برقعی و کسروی نگارش می‌یافت که شامل انتقادات به شیعه بود: حکمی‌زاده در مقاله‌ای با عنوان «زبان خنثی»، ایده‌ی حذف الفاظ خارجی از زبان فارسی را مطرح کرد. همچنین در مقاله‌ای با عنوان «بت‌پرستی» تلویحاً ادای احترام به مراقد ائمه  و امامزادگان(ع) و توسل به آنان را مورد مذمت قرار داد. بدین‌ترتیب، این طلبه‌ی جوان ‌به همراه شماری از طلاب، از جمله سیدعلی‌اکبر برقعی، در «همایون» مقالاتی می‌نوشت که به‌تدریج به‌ مقابله با شعائر رسمی شیعه منجر شد.

## درگیری و تعطیلی
پس از آن‌که کار به درگیری حاد کشید مجله پس از یک سال، متوقف و تعطیل گردید. این درگیری باعثِ خلع لباس حکمی زاده گردید.